# Stenotarsus politus
Stenotarsus politus es una especie de coleóptero de la familia Endomychidae.

## Distribución geográfica
Habita en la isla Palau.